# Östlihn & Stark
Östlihn & Stark var under 1910-talet ett arkitektkontor i Stockholm.
Firma Östlihn & Stark grundades 1909 av Josef Östlihn och Albin Stark. Den tre år yngre Stark hade då inte ens hunnit slutföra sina studier vid Kungliga tekniska högskolan, men uppdragen tog snabbt fart och kontoret blev omgående ett av de mest produktiva.
Under dess existens kom fler än 30 uppförda byggnader i Stockholms innerstad från kontorets ritbord. I huvudsak rör det sig om bostadshus, men  bland projekten finns också kontorshus, till exempel Kungsgatan 9-13 för försäkringsbolaget Svenska Lloyd. För Frälsningsarmén ritade Östlihn & Stark Krigsskolan på Skeppargatan 82 och Frälsningsarméns hus på Sankt Eriksgatan 30 samt byggnader i Värnamo och Södertälje
År 1920 upplöstes firman och arkitekterna startade var sin egen verksamhet.

## Bilder av några verk (Stockholm)

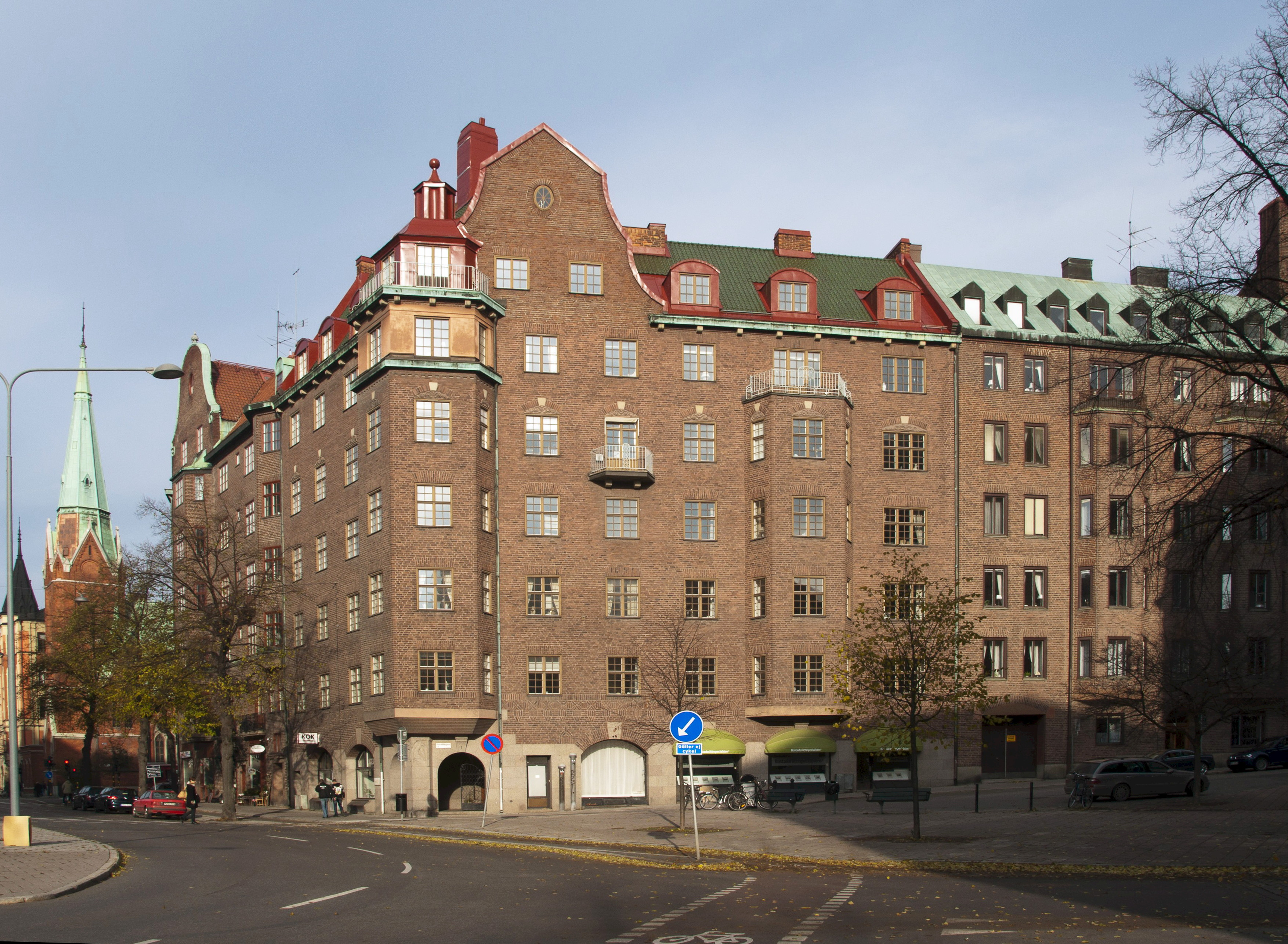
Birger Jarlsgatan 88
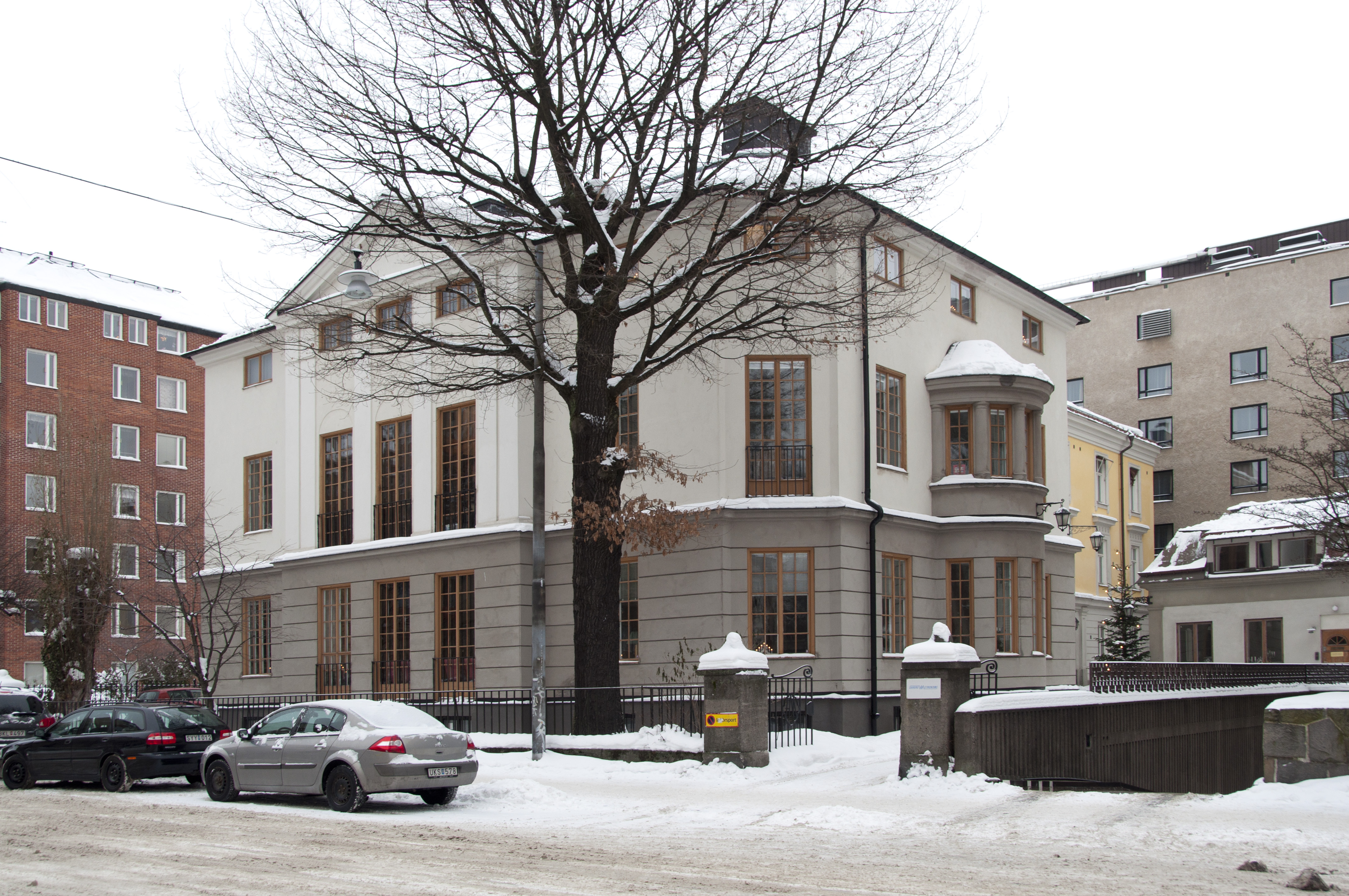
Floragatan 4
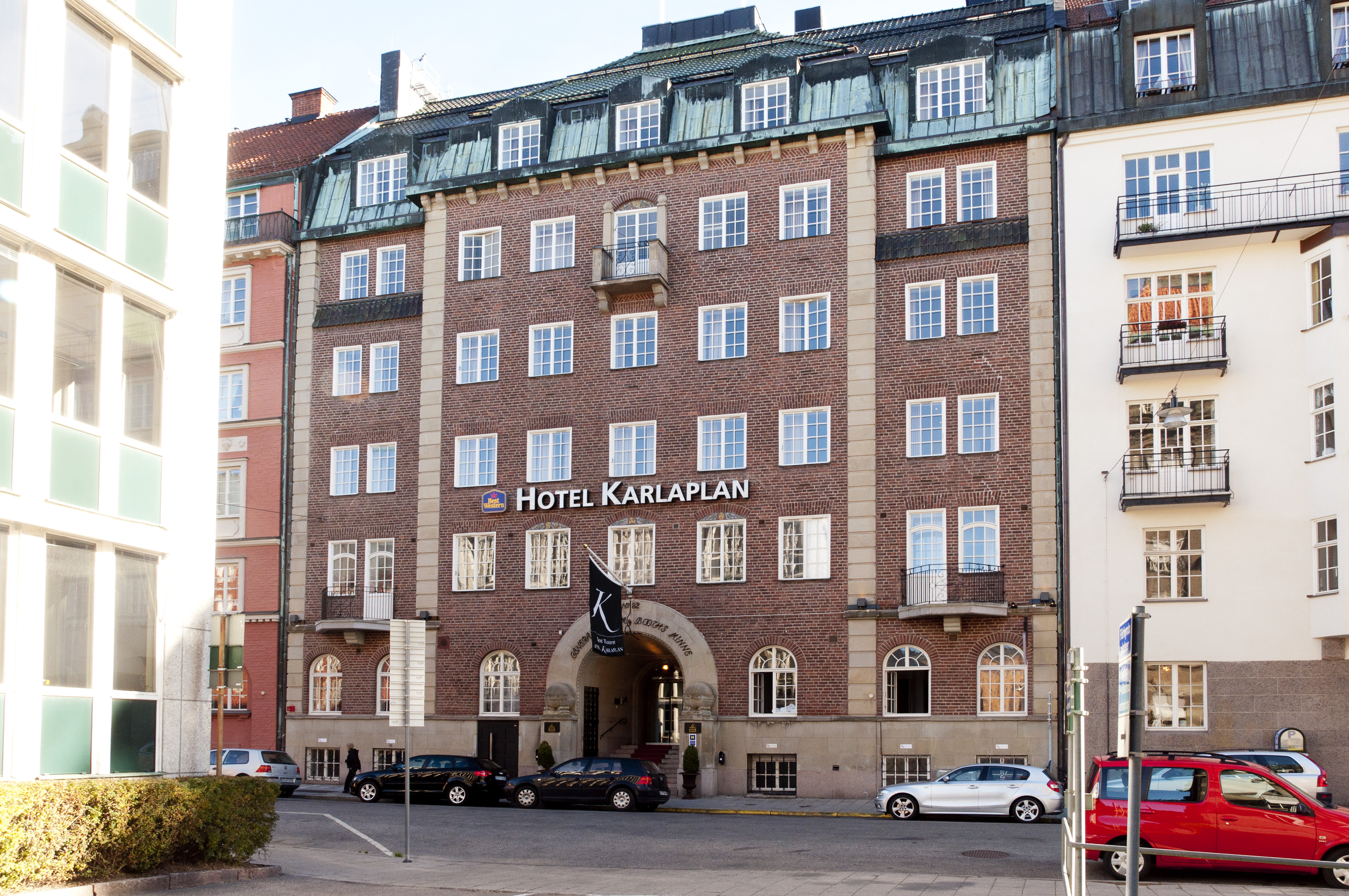
Skeppargatan 82
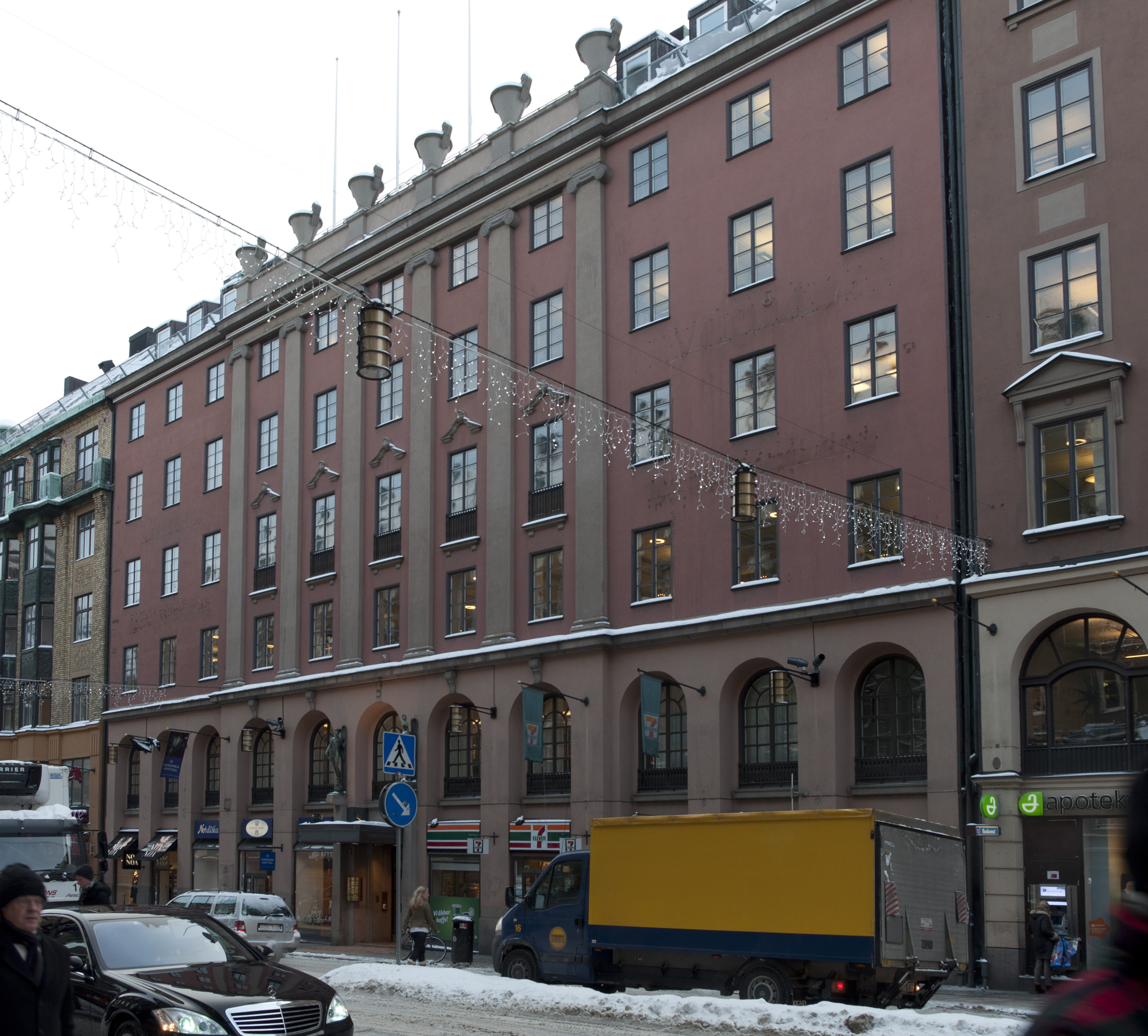
Kungsgatan 9-13
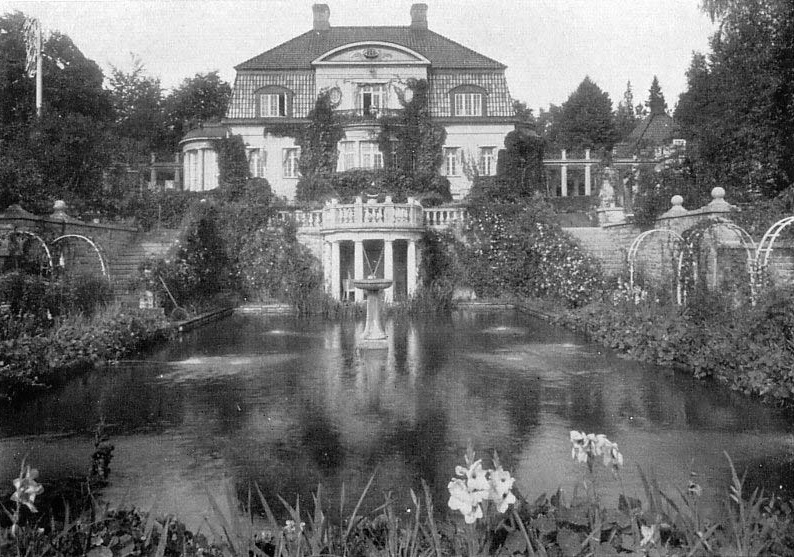
Villa Kassman, Storholmen år 1930

## Se vidare
- Albin Stark
- Josef Östlihn

## Förteckning över uppförda byggnader i Stockholm (urval)[5]
| Fastighet          | Gata                                         | Byggnadsår                       |
| ------------------ | -------------------------------------------- | -------------------------------- |
| Asken 4            | Eriksbergsgatan 5                            | 1915-16                          |
| Asken 7            | Birger Jarlsgatan 42                         | 1918-19                          |
| Asken 10           | Birger Jarlsgatan 48                         | 1918-19                          |
| Bocken 45          | Kungsgatan 9-13                              | 1918-20                          |
| Buketten 3         | Folkungagatan 103                            | 1912-14                          |
| Båten 2            | Fleminggatan 28                              | 1920-22                          |
| Djursborg 2        | Erik Dahlbergsallén 9, Bältgatan 8           | 1912-14                          |
| Djursborg 3        | Erik Dahlbergsallén 7                        | 1912-16                          |
| Djursborg 4        | Erik Dahlbergsallén 5                        | 1914-15                          |
| Gardisten 3        | Ulrikagatan 6, Strandvägen 61                | 1914-15                          |
| Hantverkaren 18    | Sankt Eriksgatan 30, Sankt Göransgatan 59-61 | 1911-17                          |
| Hornblåsaren 4     | Linnégatan 102                               | 1913-14                          |
| Hornblåsaren 28    | Linnégatan 86                                | 1919-20                          |
| Inedal 4           | Inedalsgatan 23, Kronobergsgatan 28          | 1907(sic!)-14                    |
| Kornetten 9        | Skeppargatan 82                              | 1914-15                          |
| Kronan 4           | Stigbergsgatan 35                            | 1919-20                          |
| Lönnen 7           | Floragatan 4                                 | 1917-19 (ombyggnad av äldre hus) |
| Lövsångaren 7      | Birger Jarlsgatan 88, Östermalmsgatan 1      | 1912-13                          |
| Målaren 4          | Birger Jarlsgatan 81                         | 1916-19                          |
| Näktergalen 25     | Karlavägen 17, Danderydsgatan 1              | 1922                             |
| Såpskjudaren 1 & 2 | Birger Jarlsgatan 41                         | 1919-20                          |
| Trumslagaren 3     | Lützengatan 7                                | 1914-15                          |
| Trumslagaren 4     | Lützengatan 5                                | 1914-15                          |
| Trumslagaren 5     | Lützengatan 3                                | 1913-16                          |
| Verdandi 1         | Sankt Eriksgatan 95                          | 1919-22                          |
| Verdandi 7         | Torsgatan 58                                 | 1920-21                          |